# استانکو تاوچار
استانکو تاوچار (انگلیسی: Stanko Tavčar; ۲ فوریهٔ ۱۸۹۸ – ۱۱ ژوئیهٔ ۱۹۴۵) بازیکن فوتبال اهل یوگسلاوی بود.
از باشگاه‌هایی که در آن بازی کرده‌است می‌توان به اشاره کرد.